# Liste des maires de Labatut-Rivière

## Liste des maires
| Période        | Période        | Identité                   | Étiquette | Qualité |
| -------------- | -------------- | -------------------------- | --------- | ------- |
| 1800           | 1808           | Charles Bacqué             |           |         |
| 1808           | Juillet 1816   | Pierre Clair de Fondeville |           |         |
| Juillet 1816   | Août 1821      | Charles Bacqué             |           |         |
| Août 1821      | Novembre 1828  | Pierre Clair de Fondeville |           |         |
| Novembre 1828  | Septembre 1829 | Dominique Sabailh          |           |         |
| Septembre 1829 | Janvier 1832   | Jean-Placide de Castelmore |           |         |
| Janvier 1832   | décembre 1834  | Dominique Sabailh          |           |         |
| Février 1835   | Avril 1838     | Jean-Placide de Castelmore |           |         |
| Juillet 1838   | Novembre 1840  | Jean Darré                 |           |         |
| Novembre 1840  | Mai 1852       | Jean-Placide de Castelmore |           |         |
| Mai 1852       | Février 1853   | Charles de Castelmore      |           |         |
| Février 1853   | Juin 1855      | François Brescon           |           |         |
| Juin 1855      | Septembre 1870 | Honoré Sabail              |           |         |
| Septembre 1870 | Avril 1871     | Martial Duchemin           |           |         |
| Avril 1871     | Janvier 1878   | Charles de Castelmore      |           |         |
| Janvier 1878   | Décembre 1884  | André Lannelongue          |           |         |
| Mai 1884       | Mai 1888       | Théophile Brescon          |           |         |
| Mai 1888       | Mai 1896       | André Lannelongue          |           |         |
| Mai 1896       | Mai 1900       | Narcisse Clarac            |           |         |
| Mai 1900       | 1923           | Antoine Sempé              |           | Éleveur |
| 1923           | Mai 1925       | Louis de Germon            |           |         |
| Mai 1925       | Septembre 1944 | Alfred Dieuzeide           |           |         |
| Septembre 1944 | Mars 1950      | Camille Setze              |           |         |
| Mars 1950      | Mai 1953       | Henri Dieuzeide            |           |         |
| Mai 1953       | Mars 1971      | Ernest Larrieu             |           |         |
| Mars 1971      | Mars 1983      | Robert Duffort             |           |         |
| Mars 1983      | Mars 1989      | Édouard Lafourcade         |           |         |
| Mars 1989      | Juin 1995      | André Lascombes            |           |         |
| Juin 1995      | mars 2001      | Jacques Lacoste            |           |         |
| Mars 2001      | Mars 2008      | Guy Delaine                |           |         |
| Mars 2008      | En cours       | Robert Maisonneuve         |           |         |